# Fortune Global 500 (2016)
Navigation
Fortune Global 500 (2015) Fortune Global 500 (2017)
Le Fortune Global 500 (2016) est le classement établi par le magazine économique américain Fortune des 500 plus grandes entreprises mondiales classées par leur chiffre d'affaires de 2015.

## Classement par entreprise
Le tableau ci-dessous présente les 10 plus grandes entreprises mondiales (world's largest companies) classées par le chiffre d'affaires en 2016, selon le classement  Fortune Global 500 publié en 2016 par le magazine Fortune. Les chiffres d'affaires et les bénéfices sont exprimés en millions de dollars américains.
| Rang | Nom                                  | Siège social | Pays       | Chiffre d'affaires (millions $) | Bénéfice (millions $) | Employés  | Branche            | Directeur général (CEO) | Évolution 2015 |
| ---- | ------------------------------------ | ------------ | ---------- | ------------------------------- | --------------------- | --------- | ------------------ | ----------------------- | -------------- |
| 1.   | Walmart                              | Bentonville  | États-Unis | 485 873                         | 13 643                | 2 300 000 | Commerce de détail | Douglas McMillon        | =              |
| 2.   | State Grid                           | Pékin        | Chine      | 315 199                         | 9 571                 | 926 067   | Électricité        | Kou Wei                 | =              |
| 3.   | Sinopec                              | Pékin        | Chine      | 267 518                         | 1 258                 | 713 288   | Pétrole et Gaz     | Wang Yupu               | +1             |
| 4.   | China National Petroleum Corporation | Pékin        | Chine      | 262 573                         | 1 867                 | 1 512 048 | Pétrole et Gaz     | Zhang Jianhua           | -1             |
| 5.   | Toyota Motor                         | Toyota       | Japon      | 254 694                         | 16 899                | 364 445   | Automobile         | Akio Toyoda             | +3             |
| 6.   | Volkswagen                           | Wolfsbourg   | Allemagne  | 240 264                         | 5 937                 | 626 715   | Automobile         | Matthias Muller         | +1             |
| 7.   | Royal Dutch Shell                    | La Haye      | Pays-Bas   | 240 033                         | 4 575                 | 89 000    | Pétrole et Gaz     | Ben van Beurden         | -2             |
| 8.   | Berkshire Hathaway                   | Omaha        | États-Unis | 223 604                         | 24 074                | 367 700   | Conglomérat        | Warren Buffet           | +3             |
| 9.   | Apple                                | Cupertino    | États-Unis | 215 639                         | 45 687                | 116 000   | Technologie        | Timothy Cook            | =              |
| 10.  | ExxonMobil                           | Irving       | États-Unis | 205 004                         | 7 840                 | 72 700    | Pétrole et Gaz     | Darren Woods            | -4             |

Source : Fortune